# Micromus parallelus
Micromus parallelus är en insektsart som först beskrevs av Navás 1936.  Micromus parallelus ingår i släktet Micromus och familjen florsländor. Inga underarter finns listade i Catalogue of Life.